# Runham Vauxhall
Runham Vauxhall är en ort i unparished area Great Yarmouth, i distriktet Great Yarmouth, i grevskapet Norfolk i England. Orten är belägen 4 km från Caister-on-Sea. Runham Vauxhall var en civil parish 1894–1974 när det uppgick i Great Yarmouth unparished area. Civil parish hade 428 invånare år 1931.